# Gornja Paka
Górnja Páka je naselje v Sloveniji.

## Geografija
Povprečna nadmorska višina naselja je  m.
Pomembnejša bližnja naselja so: Otovec (2 km) in Črnomelj (5,5 km).